# Poochoriyal
Le Poochoriyal (பூச்சொரியல் en tamoul), ou « festival de fleur » ou « fête d'arrosage de fleurs », est un important festival célébré dans le temple de Mariamman de Samayapuram, près de Tiruchirappalli en Inde. Ce festival se déroule habituellement lors du mois tamoul de Masi. Durant ce festival, les dévots se pressent au temple pour parsemer de fleurs l'idole de la déesse hindoue Mariamman.

## Sources
- (en) Cet article est partiellement ou en totalité issu de l’article de Wikipédia en anglais intitulé « Poochoriyal » (voir la liste des auteurs).